# Jimlín
Jimlín je obec v okrese Louny, šest kilometrů jihozápadně od Loun, v údolí potoka Hasiny. Žije v ní 880 obyvatel.

## Historie
První písemná zmínka o obci a tvrzi je z roku 1265 v souvislosti se zemanem Chotiborem, v roce 1295 jsou doloženi Předota a Slavibor. Z jimlínských zemanů se více proslavil Záviš z Jimlína, který byl společníkem českého krále Jana na cestách po Evropě i na bitevní pláni u Kresčaku.
Posledním majitelem tvrze byl Albrecht z Kolovrat a Bezdružic, který ji zchátralou opustil a přestěhoval se do svého nově vybudovaného hradu.

## Obyvatelstvo
| Obec Jimlín                                                                                     | Obec Jimlín | Obec Jimlín | Obec Jimlín | Obec Jimlín | Obec Jimlín | Obec Jimlín | Obec Jimlín | Obec Jimlín | Obec Jimlín | Obec Jimlín | Obec Jimlín | Obec Jimlín | Obec Jimlín | Obec Jimlín |
|                                                                                                 | 1869        | 1880        | 1890        | 1900        | 1910        | 1921        | 1930        | 1950        | 1961        | 1970        | 1980        | 1991        | 2001        | 2011        |
| ----------------------------------------------------------------------------------------------- | ----------- | ----------- | ----------- | ----------- | ----------- | ----------- | ----------- | ----------- | ----------- | ----------- | ----------- | ----------- | ----------- | ----------- |
| Obyvatelé                                                                                       | 797         | 921         | 959         | 1 134       | 1 327       | 1 349       | 1 459       | 1 210       | 1 225       | 1 106       | 928         | 716         | 722         | 815         |
| Místní část Jimlín                                                                              |             |             |             |             |             |             |             |             |             |             |             |             |             |             |
| Obyvatelé                                                                                       | 436         | 497         | 525         | 591         | 669         | 706         | 784         | 671         | 652         | 573         | 465         | 352         | 392         | 419         |
| Domy                                                                                            | 67          | 67          | 72          | 90          | 104         | 127         | 186         | 218         | 373         | 200         | 180         | 211         | 215         | 221         |
| Tabulka zahrnuje data části Nový Hrad. Data z roku 1961 zahrnují i domy z místní části Zeměchy. |             |             |             |             |             |             |             |             |             |             |             |             |             |             |

## Pamětihodnosti

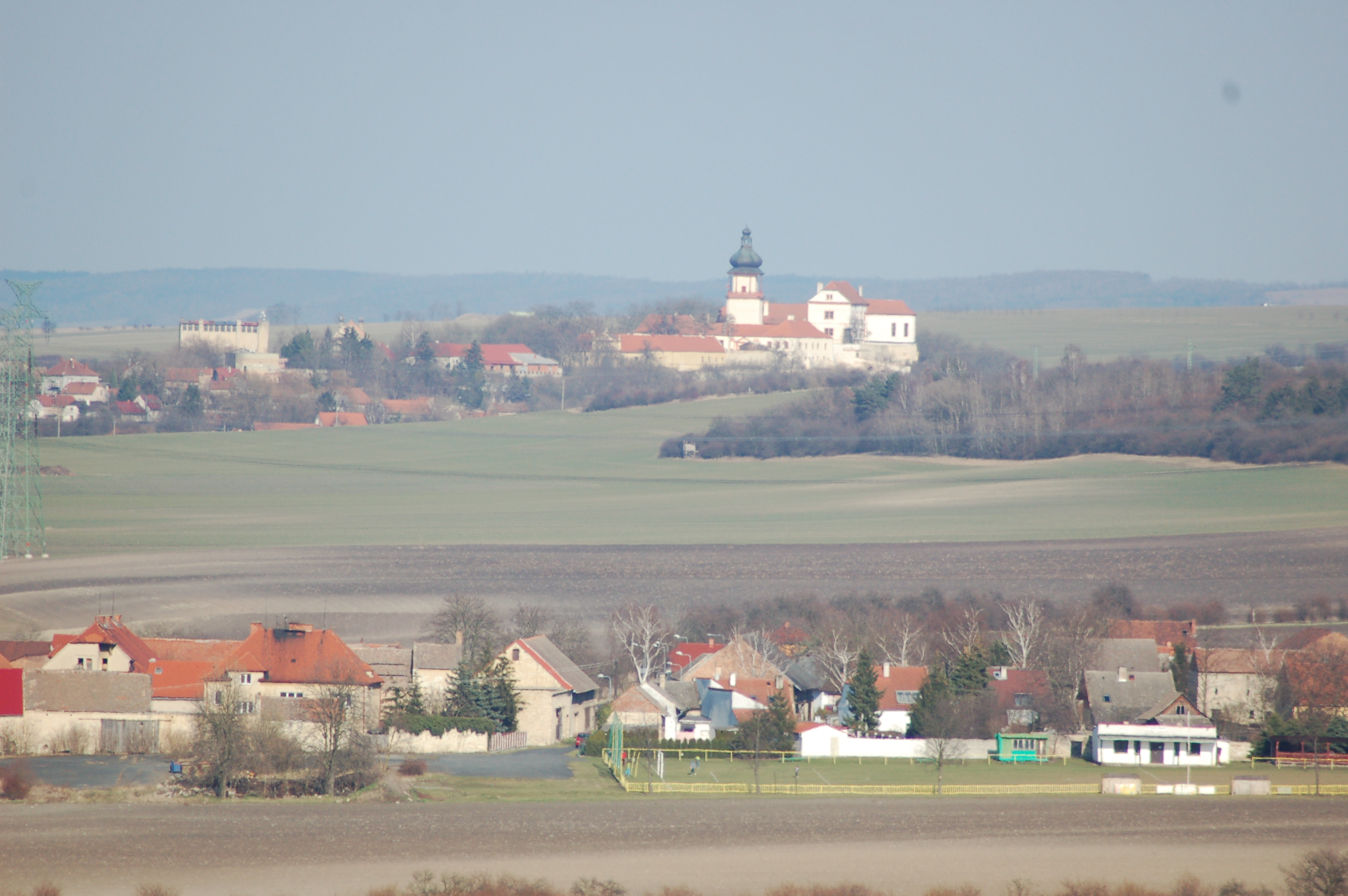
Jimlín (v pozadí) pohledem od Lipna s dominantou v podobě Nového hradu

- Zámek (původně hrad) Nový hrad, založený 2. května 1465
- socha svaté Anny Samétřetí
- socha svatého Jana Nepomuckého – u domu čp. 225
- socha svatého Jana Nepomuckého – před zámkem
- Jimlínská tvrz údajně stávala v blízkosti domů čp. 1 a 38, pod nimiž se údajně dochovaly sklepy původní tvrze.[4]

## Části obce
- Jimlín
- Zeměchy